# Euribate

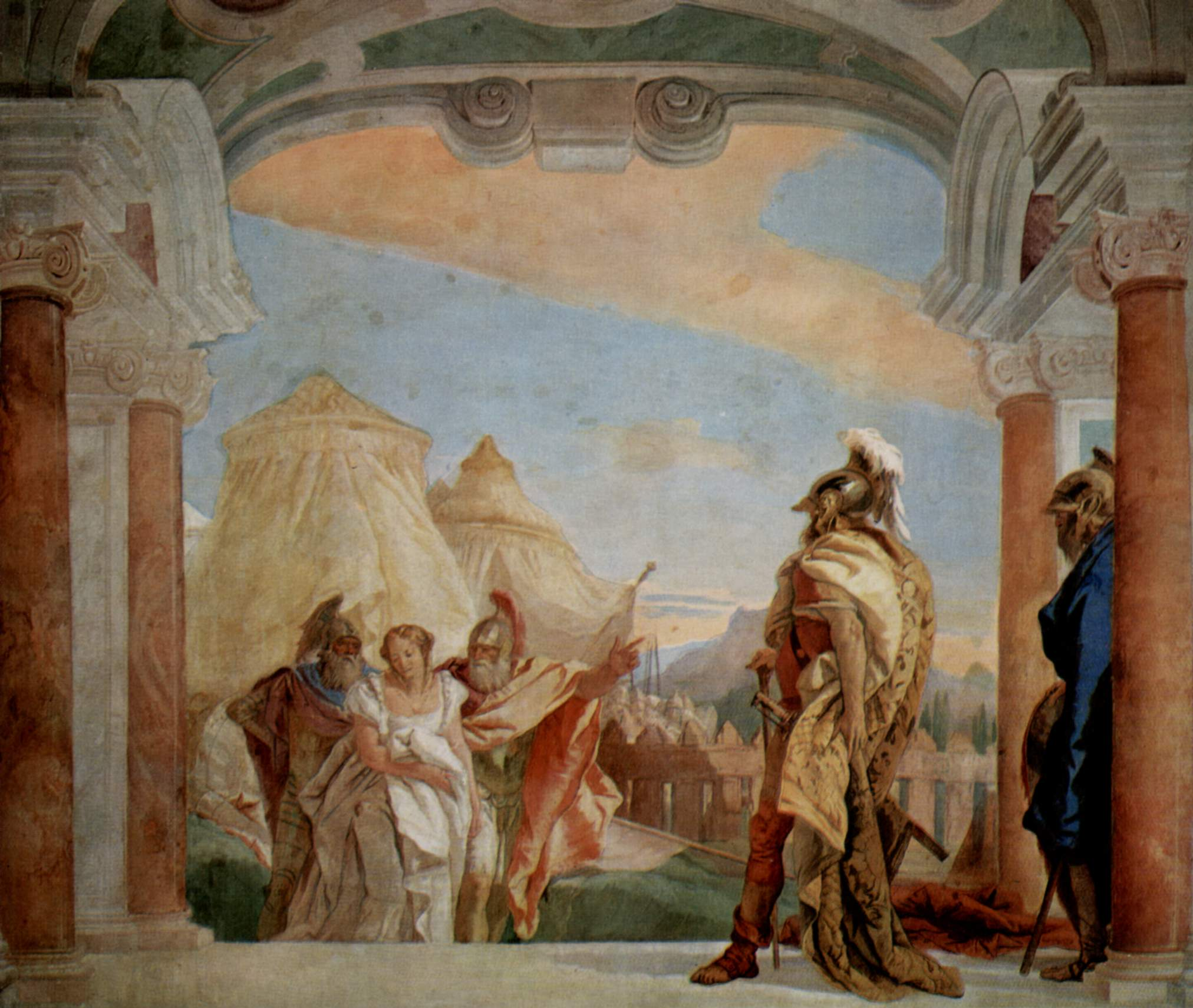
Euribate e Taltibio come appaiono in Briseide condotta ad Agamennone, dipinto di Giovanni Battista Tiepolo

Euribate (in greco antico: Εὐρυβάτης?, Eurybátēs) è un personaggio acheo che compare in diverse opere oltre che nell'Iliade (I, v. 320).
Euribate e Taltibio, messaggeri e scudieri di Agamennone, furono inviati dallo stesso Agamennone alla tenda di Achille per prendere e portargli Briseide. 
()